# ۴۰۹ (قمری)
۴۰۹ (قمری)، چهارصد و نهمین سال در گاهشماری هجری قمری است. اول محرم این سال برابر با بیست و ششم مه سال ۱۰۱۸ میلادی است.